# RBD
 (транскр.  Ере-Бе-Де) мексичка је поп музичка група из Мексика. Популарност су стекли глумећи у теленовели Бунтовници (2004—2006). Чланове групе чине: Анаи, Дулсе Марија, Маите Перони, Алфонсо Ерера, Кристофер Укерман и Кристијан Чавез. Од оснивања 2004. постали су једна од комерцијално најуспешнијих музичких појава на естради Латинске Америке. Остварили су међународни успех и продали преко 15 милиона плоча широм света, што их чини једним од најпродаванијих извођача латиноамеричке музике свих времена.
Поред шпанског, своју музику промовишу и на португалском (за тржиште Бразила) и на енглеском (за америчко тржиште). У периоду од само 4 године су продали више од 57.000.000 албума.
Дана 14. августа 2008. објављено је да се група распушта након завршетка турнеје Empezar Desde Cero. У оквиру ове турнеје RBD су одржали концерт 7. септембра 2008. у Београдској арени.
Међутим, чланови групе су ипак решили да својим обожаваоцима припреме још материјала, па су тако издали албум са највећим хитовима и још један, последњи, студијски албум. Такође, организовали су Опроштајну турнеју (шп. Gira Del Adiós), током које су поново посетили Београд 18. децембра 2008. Након 12 година паузе група се поново окупила 2020. и организовала виртуелни концерт под називом Ser o Parecer.

## Чланови

### Садашњи чланови
- Анаи (Анаи Ђована Пуенте Портиља, Anahí Giovanna Puente Portilla)
- Маите (Маите Перони Беорлеги, Maite Perroni Beorlegui)
- Кристофер (Кристофер Александер Луис Касиљас вон Укерман, Christopher Alexander Luis Casillas von Uckermann)
- Кристијан (Хосе Кристијан Чавес Гарса, José Christian Chávez Garza)
- Дулсе Марија (Дулсе Марија Еспиноса Савињон, Dulce María Espinoza Saviñón)

### Бивши чланови
- Алфонсо (Алфонсо „Пончо“ Ерера Родригес, Alfonso "Poncho" Herrera Rodríguez)

## Каријера
своју каријеру започињу 2004. године док су глумили у теленовели Rebelde. У децембру исте године изашао је њихов дебитантски албум Rebelde . Прва 3 сингла са овог албума: ,  и , попели су се на прво место топ-листа у Мексику, док је четврти сингл  достигао друго место. Новембра 2005. године издали су албум , који је у ствари исти албум само препеван на португалски за тржиште Бразила. У јулу 2005. године објављен је албум и  , који садрже уживо извођење песама са првог албума на концерту у Мексику.
У октобру 2005. године објављен је други албум Nuestro Amor. Сва четири сингла са овог албума: , ,  и , достигли су прва места топ-листа у Мексику. Маја 2006. године издат је албум , који је у ствари исти албум само препеван на португалски за тржиште Бразила. Такође, исте године објављен је албум и  , који садрже уживо извођење песама са другог албума на концерту у Лос Анђелесу. Само недељу дана касније објављен је још један  , који садржи скимке из бекстејџа, уживо извођење 3 песама и снимање спота за песму .
Новембра 2006. године изашао је трећи албум Celestial. Објављени синглови са овог албума су: ,  и Bésame Sin Miedo. Само месец дана касније објављен је и албум , који је у ствари исти албум само препеван на португалски за тржиште Бразила. Албум је пропратио и излазак -ја , на ком је снимак концерта у Рио де Жанеиру. Годину дана касније објављен је још један албум и  , који садрже уживо извођење песама са првог, другог и трећег албума у Мадриду.
Мање од месец дана након објаве трећег албума, објављују и четврти албум, али први на енглеском језику Rebels. Званично је објављен само један сингл: . На албуму се налазе 6 нових песмама а остатак чине песме са претходна 3 албума, али препеване на енглески.
У марту 2007. године објављен је пети, али први албум-компилација La Familia, који садржи 9 највећих хитова, нову песму Quiero Poder, као и спот за ту песму.
У новембру 2007. године издат је и шести албум, односно четврти на шпанском језику Empezar Desde Cero. Са овог албума се могу издвојити синглови: ,  и Y No Puedo Olvidarte.
У новембру 2008. године издат је седми, али други албум-компилација Best Of, који је у САД објављен као Greatest Hits, а у Бразилу као Hits Em Português. Овај албум представља почетак краја ове групе. Пошто на албуму нема ниједне нове песме, није објављен ни један сингл.
У марту 2009. године објављен је последњи албум групе - Para Olvidarte De Mí. Први сингл са овог албума је Para Olvidarte De Mí.

## Дискографија
RBD су у својој петогодишњој каријери издали пет албума на шпанском, три на португалском, један на енглеском, четири компилације (од којих је једна на португалском), пет албума уживо и седам ДВД-јева са њихових највећих концерата.

## Rebelde
Rebelde (срп. Бунтовник) је први студијски албум мексичке групе RBD. Прва 3 сингла са овог албума: Rebelde, Solo Quédate En Silencio и Sálvame, попели су се на прво место топ-листа у Мексику, док је четврти сингл Un Poco De Tu Amor достигао друго место. Албум је продат у више од 3.800.000 копија широм света. У Србији, албум је достигао 5 место и продат је у више од 10.000 копија, чиме је означен као златни диск. Новембра 2005. године издали су албум Rebelde (Edição Brasil), који је у ствари исти албум само препеван на португалски за тржиште Бразила. У јулу 2005. године објављен је албум и DVD Tour Generación RBD En Vivo, који садрже уживо извођење песама са овог албума на концерту у Мексику.

### Nuestro Amor
Nuestro Amor (срп. Наша љубав) је други студијски албум мексичке групе RBD. Сва четири сингла са овог албума: Nuestro Amor, Aún Hay Algo, Tras De Mí и Este Corazón, достигли су на прва места топ-листа у Мексику. Албум је продат у више од 3.100.000 копија широм света, док је у САД за само осам сати продато преко 120.000 примерака новог диска. Маја 2006. године издат је албум Nosso Amor (Edição Brasil), који је у ствари исти албум само препеван на португалски за тржиште Бразила. Такође, исте године објављен је албум и DVD Live In Hollywood, који садрже уживо извођење песама са овог албума на концерту у Лос Анђелесу. Само недељу дана касније објављен је још један DVD ¿Qué Hay Detrás de RBD?, који садржи скимке из бекстејџа, уживо извођење 3 песме и снимање спота за песму Aún Hay Algo.

## Celestial
Celestial (Селестјал) (срп. Божанско) је трећи студијски албум мексичке групе RBD. Објављени синглови са овог албума су: Ser O Parecer, Celestial и Bésame Sin Miedo. Албум је продат у више од 2.500.000 широм света, dok je u SAD-у за четири дана продат у преко 130.000 примерака. Само месец дана касније објављен је и албум Celestial (Versão Brasil), који је у ствари исти албум само препеван на португалски за тржиште Бразила. Албум је пропратио и излазак DVD-ја Live In Río, на ком је снимак концерта, на коме је било преко 120.000 људи, на Маракани у Рио де Жанеиру. Годину дана касније објављен је још један албум и DVD Hecho En España, који садрже уживо извођење неких песама са претходна 4 албума у Мадриду.

### Rebels
Rebels (срп. Бунтовници) је четврти, али први студијски албум на енглеском, мексичке групе RBD. Званично је објављен само један сингл: Tu Amor. На албуму се налазе 6 нових песмама (7 на јапанском издању) а остатак чине песме са претходна 3 албума, али препеване на енглески. Албум је продат у више од 2,5 милиона копија широм света. У Србији је доспео на девето место најтраженијих албума лета 2009. године.

### Empezar Desde Cero
Empezar Desde Cero (срп. Почети од нуле) је пети, али четврти студијски албум на шпанском, мексичке групе RBD. Са овог албума се могу издвојити синглови: Inalcanzable, Empezar Desde Cero и Y No Puedo Olvidarte. Продат је у више од 2.300.000 копија широм света. У Србији је достигао прво место и постао златни диск са преко 16.000 продатих копија.

## Концерти у Србији
Група RBD је одржала два концерта у Србији, у Београдској арени.

### Први концерт
На првом концерту 7. септембра 2008. године сва места су била попуњена до последњег, а дошло је преко 20.000 фанова, где су постали једини извођачи којима је то пошло за руком.

### Други концерт
Други и опроштајни концерт одржан је 18. децембра 2008. године на истом месту. На овом концерту RBD су певали своје највеће хитове кроз 4 године каријере.
Ни на једном од ова два концерта није се појавила чланица бенда Маите, због својих обавеза око снимања серије Cuidado Con El Ángel.